# الدوري البحريني الممتاز 1972–73
الدوري البحريني الممتاز 1972-1973 هي النسخة السابعة عشر من الدوري البحريني الممتاز.

## نظرة عامة
توج المحرق باللقب.